# Villa Hoffmann

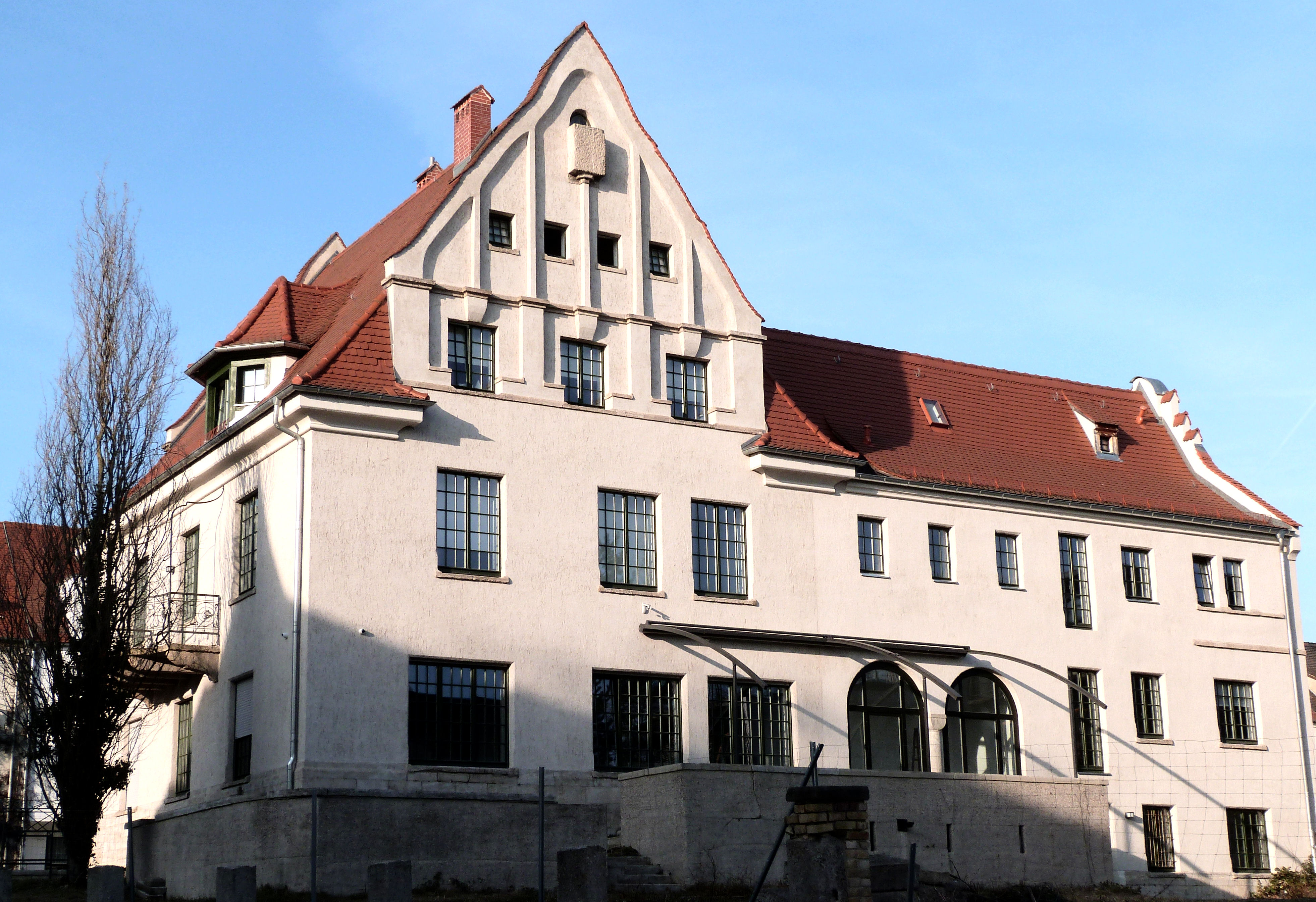
Die Villa mit Blick auf den südlichen Giebel, 2018

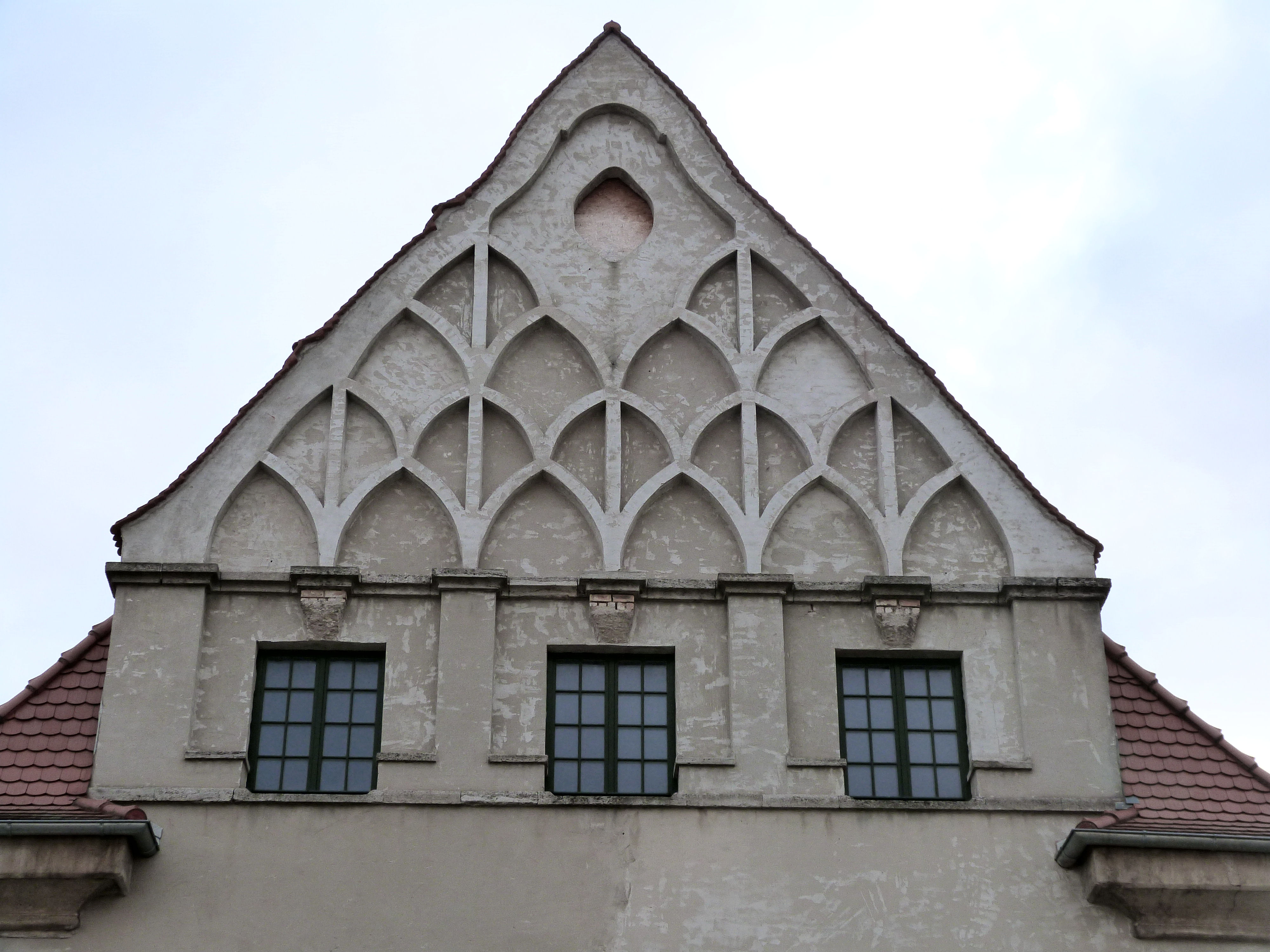
Nördlicher Giebel, 2016

Die Villa Hoffmann ist ein großbürgerliches Wohnhaus in Halle (Saale), Ernestusstraße 27. Sie wurde 1910–1911 nach Entwurf des Münchner Architekten Richard Riemerschmid erbaut und steht als bemerkenswertes Beispiel der Reformarchitektur in Halle unter Denkmalschutz. Im Denkmalverzeichnis der Stadt Halle ist die Villa unter der Erfassungsnummer 094 04634 verzeichnet.

## Lage
Die Villa steht auf dem Eckgrundstück Ernestusstraße 27 / Advokatenweg im halleschen Stadtteil Giebichenstein. Die Ernestusstraße markiert die historische Grenze zwischen der Stadt Halle und dem Dorf Giebichenstein, das 1900 eingemeindet wurde.

## Geschichte
Bauherr der Villa war der 1868 in Auerbach an der Bergstraße geborene königliche Bergmeister Dr. Ludwig Hoffmann. Nachdem er ab 1906 in Eisleben als Bergmeister und Bergrevierbeauftragter tätig gewesen war, wurde er 1908 zum Generaldirektor der A. Riebeck’sche Montanwerke AG in Halle berufen, einer der damals größten Aktiengesellschaften im mitteldeutschen Braunkohlerevier.
Im August 1909 trat er über den Bau eines Wohnhauses in Verhandlung mit dem bekannten Reformarchitekten Richard Riemerschmid. Daneben nahm Hoffmann auch mit dem Architekten Hermann Muthesius in Berlin Kontakt auf, um sich noch eingehender über den modernen Wohnungsbau zu informieren. Den Auftrag erteilte er jedoch schließlich Riemerschmid und ließ ihm auch weitgehend freie Hand bei der Bauplanung, der Ausführung und der Ausstattung der Villa. Auf dem ca. 1200 m² großen Eckgrundstück sollte ein Wohnhaus mit etwa 10 Zimmern errichtet werden. Im Jahr 1911 war das Haus bezugsfertig. Der Garten wurde ebenfalls nach dem Entwurf von Riemerschmid angelegt.
Nach dem Tod Hoffmanns im Jahr 1942 blieb seine Witwe zunächst weiter in der Villa wohnen, bis nach dem Krieg zunächst die US-amerikanischen und danach die sowjetischen Besatzungstruppen die Villa in Anspruch nahmen. In den 1960er Jahren wurden im Wirtschaftstrakt und im Garten Garagen errichtet. Bis in die 1990er Jahre wurde die Villa als Mehrfamilienhaus genutzt, womit auch zahlreiche Umbauten verbunden waren. Nach Jahren des Verfalls wird die Villa seit 2016/2017 wieder bewohnt, 2018 wurde sie vom Eigentümer saniert.

## Architektur und Ausstattung
Im Gegensatz zu den repräsentativen historistischen Villen in der Nachbarschaft am Advokatenweg fällt Riemerschmids Architektur betont sachlich und schlicht aus. Das in L-Form angeordnete zweigeschossige Gebäude mit dem steilen Satteldach besteht aus dem Haupthaus und dem niedriger angelegten, östlich angefügten Seitenflügel. Letzterer wurde mit seiner asymmetrischen Dachlandschaft und den wie verstreut wirkenden Fenstern als Wirtschaftstrakt mit Wohnungen für das Personal konzipiert.
Am Haupthaus, das dagegen ein symmetrisches Bild abgibt, fallen insbesondere zwei dominante und unterschiedlich gestaltete Ziergiebel auf. Der südseitige Giebel weist eine renaissancehafte Lisenen-Gliederung auf, während der Giebel auf der Nordseite mit dem vereinfachten Blendmaßwerk die spätgotischen Formen der Unterburg Giebichenstein aufgreift. Das steile Satteldach erinnert an Bürgerhäuser der Hansezeit Halles. Riemerschmid nahm hier bewusst lokale Traditionen auf und drückt damit gleichzeitig die Verbundenheit des Besitzers mit seiner Stadt aus.
Die Sachlichkeit des Gebäudes erfährt jedoch Milderung durch den polygonalen Dacherker und den Balkon mit dem schmiedeeisernen Jugendstil-Gitter. Aufgrund des Verzichts auf Ornamentierungen herrscht der „Materialstil“ vor; jeder Baustoff soll nur durch seine Struktur und Farbe im Gesamtbild wirken. Einfache volkstümlich-handwerkliche Bautraditionen sollten so eine Symbiose mit anspruchsvoller, aber behaglicher Wohnkultur eingehen. Einfachheit wurde damit zum Zeichen einer modernen Gesinnung und einer höheren Moral.
Ausstattung und Inneneinrichtung wurden gemäß einer gehobenen bürgerlichen Wohnkultur ebenfalls nach den Entwürfen von Riemerschmid ausgeführt. Die Räume des Erdgeschosses erhielten als Übergang von der Wand zur Decke Hohlkehlen und einfache Deckenverzierungen aus Stuck, wie zum Teil auch Vertäfelungen aus Fichtenholz. Mit einer Stofftapete waren die Wände des Salons bespannt. Die Verbindung und die Gruppierung der Räume untereinander waren den bürgerlichen Lebensgewohnheiten seines Besitzers gemäß gut durchdacht.